# Сычёвка (Омская область)
Сычёвка — исчезнувшая деревня в Исилькульском районе Омской области. Располагалось на территории современного Лесного сельского поселения. На момент упразднения входила в состав Большевистского сельсовета. Упразднена в 1966 году.

## География
Располагалось в 9 км к северо-западу от города Исилькуль.

## История
Основано в 1906 году. В 1928 году посёлок Сычёвка состоял из 29 хозяйств. В административном отношении входил в состав Рославского сельсовета Исилькульского района Омского округа Сибирского края. Действовал колхоз «Искра». Исключена из учётных данных в 1966 году.

## Население
По переписи 1926 года, в поселке проживало 145 человек (68 мужчин и 77 женщин), основное население — украинцы.